# 雅典鎮區 (愛荷華州靈戈爾德縣)
雅典鎮區（英語：Athens Township）是位於美國愛荷華州靈戈爾德縣的一個行政鎮區。

## 地方資料
根據2010年美國人口普查的數據，雅典鎮區的面積為92.28平方千米，當中陸地面積為91.76平方千米，而水域面積為0.52平方千米。當地共有人口434人，而人口密度為每平方千米4.7人。